# Casa de los Caballos
La Casa de los Caballos és un edifici del segle xvi que es troba al costat del Palau de las Veletas en el recinte monumental de la ciutat de Càceres (Espanya). Va ser una construcció que va servir en el seu moment com a cavallerissa d'aquest palau i que serveix com a seu de la Secció de Belles arts del Museu de Càceres, situat dins del conjunt monumental de la «Ciutat Vella de Càceres» declarada pel Consell d'Europa com el Tercer Conjunt Monumental d'Europa el 1968, i Patrimoni de la Humanitat per la UNESCO el 1986.

## Història
L'edifici de la Casa de los Caballos, després d'unes reformes fetes en l'última dècada del segle xx, es va dedicar a albergar la seccions museístiques especialment relacionades amb la pintura i escultura des de l'època medieval fins a l'actual. L'any 2003 es van tornar a realitzar obres per facilitar el pas entre els dos edificis, de la Casa de los Caballos i el Palau de las Veletas, mitjançant una passarel·la sobre un jardí que també s'ha adequat per poder exposar escultures a l'aire lliure. Té també un espai interior reservat per a exposicions temporals.

## Col·leccions
El gruix de la col·lecció està format per les col·leccions del propi Museu de Càceres i les provinents com a dipòsit del Museu del Prado i del bisbat de la comunitat extremenya.
A partir del segle xiii es troben talles en fusta i en vori —aquestes últimes de procedència filipina—, la majoria de les imatges dels segles xv i xvi es creu que són d'autors de l'escola andalusa o castellana, com la Maria Magdalena que podria ser del taller de l'escultor Copín de Holanda que va treballar en la catedral de Còria.
Entre les seves obres de pintura destaca el quadre El Salvador d'El Greco —amb semblança al del apostolat de la catedral de Toledo— que va ser adquirit pel convent de les Agustines de la població de Serradilla. Es troba pintura del segle xvi realitzada per Marten de Vos artista dels Països Baixos, es tracta d'una petita pintura que va formar part de la col·lecció de Carles II de Castella. Com a artista extremeny sobresurt Luis de Morales amb l'obra Les llàgrimes de Sant Pere de caràcter religiós atribuïda al propi autor o al seu taller. Hi ha també nombroses obres d'artistes contemporanis.